# Lambda Librae
Lambda Librae (λ Lib / 45 Librae) es una estrella en la constelación de Libra de magnitud aparente +5,03.
Aunque no tiene nombre propio habitual, junto a κ Librae ha ostentado el título de Jih, «el Sol».
Se localiza prácticamente sobre la eclíptica, cerca del límite con la vecina Escorpio.
De acuerdo a la nueva reducción de los datos de paralaje de Hipparcos, se encuentra a 309 años luz del sistema solar.
Lambda Librae es un sistema estelar compuesto por dos, o quizás tres, componentes.
La primaria es una estrella blanco-azulada de la secuencia principal de tipo espectral B3V.
Tiene una temperatura efectiva de 20.350 K y una luminosidad bolométrica —en todas las longitudes de onda— 810 veces superior a la del Sol.
Con un diámetro 3,9 veces más grande que el diámetro solar, gira sobre sí misma con una velocidad de rotación proyectada de 17 km/s, aunque su verdadera velocidad puede ser mucho mayor.
Presenta una metalicidad significativamente inferior a la solar ([Fe/H] = -0,27).
Su masa estimada es de 6,3 masas solares y tiene una edad aproximada de sólo 70 ± 50 millones de años (1/66 de la edad del Sol).
De la estrella secundaria nada se sabe. Cada 12,48 días completa una órbita alrededor de la primaria, siendo la excentricidad de la misma ε = 0,27.
El sistema podría tener una tercera componente adicional.
Lambda Librae es una variable elipsoidal rotante (ELL).
Estas variables —entre las que se encuentran Espiga (α Virginis) o TY Corvi— son estrellas binarias cercanas cuyas componentes tienen forma elipsoidal por la atracción gravitatoria de la acompañante.La variación de brillo de Lambda Librae es de 0,02 magnitudes.